# Universidad de Bath
La Universidad de Bath es una universidad pública de investigación ubicada en Bath, Inglaterra, Reino Unido.
Recibió su Royal Charter en 1966, lo que la convirtió en una de las más nuevas universidades "tradicionales" del Reino Unido. Actualmente ocupa el puesto 8 en el ranking de las mejores universidades del Reino Unido de The Guardian.

## Historia

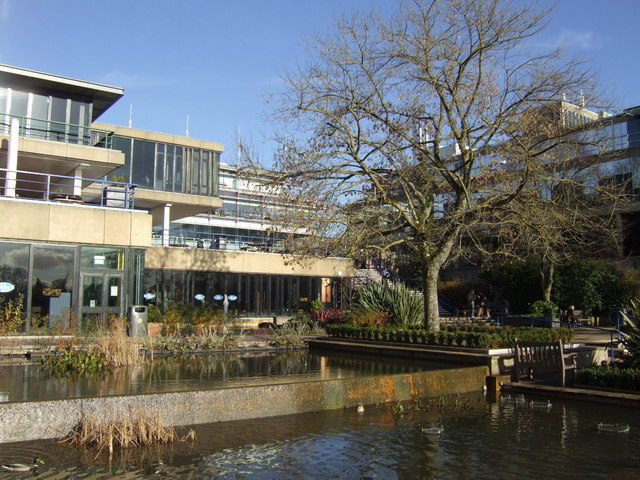
Universidad de Bath

La Universidad de Bath tiene sus raíces en la escuela técnica establecido en la cercana  Bristol en 1856, la Escuela de Comercio de Bristol. En 1885 la escuela se convirtió en parte de la Society of Merchant Venturers (sociedad de emprendedores) y pasó a llamarse Colegio Técnico de emprendedores, institución fundada como escuela en 1595. Entre sus alumnos se incluyen los físicos Paul Dirac y Peter Higgs). Mientras tanto, en la vecina ciudad de Bath, la Escuela de Farmacia de baños fue fundada en el año 1907. Esta se convirtió en parte de la Escuela Técnica en el año 1929.
La universidad estuvo bajo el control de la Bristol Education Authority hasta 1949, en que pasó a llamarse Colegio de Tecnología de Bristol, y en 1960 Colegio de Ciencia y Tecnología de Bristol, cuando se convirtió en una de las diez escuelas técnicas en el marco del Ministerio de Educación del Reino Unido. 
En 1963 el Informe Robbins (Informe sobre la Educación Superior al Gobierno Británico de 1963) preparó el camino para la creación de la universidad (junto con otras universidades) y asumir el estatus de universidad como Universidad de Tecnología de Bath.
Aunque los edificios de The Kings Weston House en Bristol se consideraron  al principio,  los cuales entonces, y hasta 1969, acogían a la Escuela de Arquitectura, Edificación e Ingeniería de la Escuela,  la ciudad de Bristol no fue capaz de ofrecer a la nueva universidad en expansión un sitio único de tamaño adecuado. Tras las conversaciones mantenidas entre el director del College y el director de Educación en Bath, se llegó a un acuerdo que proporcionaba a la universidad con un nuevo hogar en Claverton Down en Bath, en  unos campos en altura próximos a la ciudad.
La construcción del edificio especialmente diseñado para  la Escuela comenzó en 1964, con el primer edificio, ahora conocido como 4 South finalizado en 1965, y el Decreto Real de creación fue publicado en 1966. En noviembre de 1966, la primera ceremonia de grado se llevó a cabo en los  Assembly Rooms de Bath. Durante la década siguiente se añadieron nuevos edificios que dieron forma al campus.
Los registros de la ciudad revelan que había planes en el siglo XIX para construir un colegio de la Universidad de Oxford en el mismo sitio, lo que habría dado lugar a una universidad de un carácter muy diferente. Estos planes, sin embargo, no llegaron a buen término.
El logotipo de la universidad cuenta con la llamada cabeza de Gorgona tomada a partir de una escultura romana que se encuentra en Bath.